# Нова Зоря (Тальменський район)
Нова Зоря́ (рос. Новая Заря) — село (колишнє селище) у складі Тальменського району Алтайського краю, Росія. Входить до складу Ларічихинської сільської ради.

## Населення
Населення — 88 осіб (2010; 122 у 2002).
Національний склад (станом на 2002 рік):
- росіяни — 94 %